# Alamanos

Alemânia (laranja avermelhado) e Alta Borgonha (verde) por volta do ano 1000

Francos e Alamanos na Bélgica romana

Os alamanos ou alemanos (em latim: Alamanni, Allemanni ou Alemanni) eram um povo germânico ocidental, assim denominados pelos romanos, o povo de todos os homens. Eles próprios, entretanto, preferiam chamar-se de Suábios.[carece de fontes?] Desde o século III, tentaram infiltrar-se pela fronteira romana do Reno-Danúbio. Séculos afora persistiram nesta pressão colonizadora, sendo, porém, sempre contidos, principalmente pela oposição dos Francos. Tal resistência fez com que os Alamanos se desviassem e se concentrassem nas atuais regiões da Alsácia, Lorena, Baden-Württemberg e a Suíça.
Os alamanos eram uma aliança militar de tribos germânicas habitando a região em torno do alto rio Meno, onde hoje é a Alemanha. A aliança era agressiva por natureza,[carece de fontes?] formada tendo como propósito atacar a província romana da Germânia Superior. Seguiram o modelo da primeira aliança tribal germânica, a dos francos, que primeiro impediram os romanos de prosseguir ao norte do baixo Reno e em seguida invadiram a províncias romana da Germânia Inferior.
O Reno tornou-se a fronteira entre a Gália romana e a Germânia tribal. Germanos, celtas e tribos etnicamente misturadas desses dois povos ali se fixaram, com os romanos estabelecidos em dois distritos, Germânia Inferior e Superior, no baixo e alto Reno respectivamente. O nome da alta Alemanha sobrevive no departamento francês do Alto Reno. Ele incluía a região entre o alto Reno e o alto Danúbio (a Floresta Negra, bem maior que atualmente), que os romanos chamavam de Campos Decúmanos. Os Decúmanos são ainda mais antigos, de proveniência desconhecida.
Unidos, os alamanos atacaram a Germânia Superior e deslocaram-se para os Campos Decúmanos. Lá eles se tornaram uma confederação, ocupando o que hoje é a Alsácia e se expandindo para o Palatinado (região da Alemanha ao sul de Renânia-Palatinado), assim como para partes das atuais Baviera e Áustria. Tornaram-se um Estado, às vezes independente, mais freqüentemente sob domínio franco, sendo depois chamado Alemanha por causa deles (Allemagne em francês, Alemania em espanhol).
A região sempre foi dispersa e compreendida de distritos diferentes, devido a sua origem variada. A diocese de Estrasburgo data de cerca de 614, a de Augsburgo de 736, a de Mogúncia (arquidiocese) de 745, a de Basileia, de 805. O Ducado da Alamânia na Suábia codificou suas leis diferenciadas sob Carlos Magno.
Hoje, os descendentes dos Alamanos estão divididos entre quatro nações: França (Alsácia-Lorena), Alemanha (Suábia e outros lugares), Suíça e Áustria. Nestas regiões são falados diferentes dialetos da língua alemã.

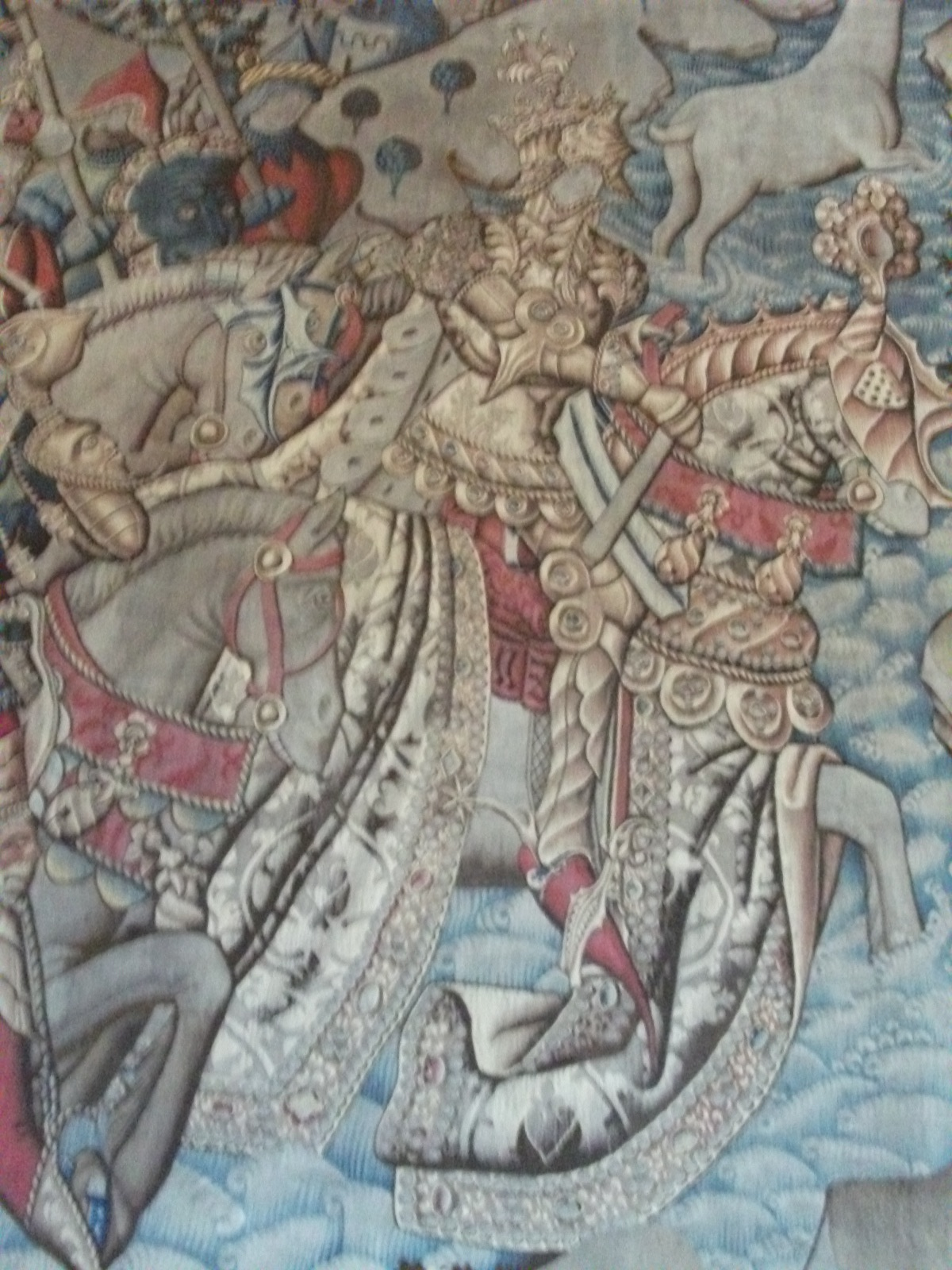
A submissão dos Alamanos. por Jean Leclerc.

## Língua
A língua alemã falada pelos antigos alamanos é denominada alemânico, um subgrupo dos dialetos do alto-alemão. Inscrições rúnicas alemânicas como o elevo Pforzen estão entre os mais antigos testemunhos do alto-alemão antigo. Acredita-se que a segunda mutação consonântica tenha se originado por volta do século V na Alemânia ou entre os lombardos. Tribos alemânicas anteriores a essa época certamente não falavam um dialeto alto-alemão, e sim provavelmente um dos ainda pouco diferenciados dialetos germânicos ocidentais.

## Formação
Os alamanos emergiram a partir dos Hermiões. De acordo com Asínio Quadrato, seu nome - "todos os homens" - indica que eles eram uma conglomeração de várias tribos formadas de bandos guerreiros, similar aos seus contemporâneos hunos. Não há razão para duvidar dessa etimologia, que é clara e específica. Outra fonte afirma que a raiz de alamano é al- da qual também deriva a palavra grega allos, "diferente, estranho", e a palavra do antigo alto-alemão Elisâzzo, "Elzaz ou Alsácia", que significa "a terra no outro lado do Reno".
Pode haver poucas dúvidas, contudo, que os antigos Hermúnduros formavam a maioria da nação composta. Outros grupos incluíam os Brísgavos, Jutungos, Bucinobantes, Bentienses e talvez os Armalausos. Aliados próximos dos alamanos eram os germânicos orientais suevos. Os hermúnduros tinham aparentemente pertencido aos suevos, mas é provável que reforços de novas tribos suevas os tenham deslocado para oeste. Nos últimos tempos os nomes alamanos e suevos parecem ter se tornado sinônimos, embora alguns dos suevos tenham depois migrado para a Hispânia e lá estabelecido um reino independente que durou até o século VI.

## Conflitos com o Império Romano
Os alamanos estavam em estado contínuo de conflito com o Império Romano. Eles iniciaram a mais importante invasão da Gália e norte da Península Itálica em 268, quando os romanos foram forçados a expor grande parte da sua fronteira germânica enquanto respondiam à massiva invasão dos godos.
Seus saques em toda a Gália foram traumáticos: Gregório de Tours (morto c. 594) menciona sua força destrutiva à época de Valeriano (r. 253–260) e Galiano (r. 253–268), quando os alamanos reunidos sob seu "rei", a quem eles chamavam Croco, "pelo aviso, é dito, de sua pátria, invadiram tudo dos gauleses, e destruíram todos os templos até as fundações, templos que haviam sido construídos em tempos antigos. E, chegando a Clermont, incendiaram, derrubaram e destruíram aqueles santuários que eles chamavam Vasso Galatae na língua galesa", martirizando muitos cristãos (Historia Francorum Livro I.32–34). Dessa forma, galo-romanos partidários de Gregório, cercados pelas ruínas dos templos romanos e prédios públicos, atribuíram a destruição por eles vista às incursões saqueadoras dos alamanos.
No começo do verão de 268, o imperador Galiano parou o avanço dos alamanos na Península Itálica, mas ele havia negociado com os godos. Quando a campanha gótica terminou na vitória romana na batalha de Naísso em setembro, o sucessor de Galiano, Cláudio II (r. 268–270), se voltou para o norte e negociou com os alamanos, que haviam se espalhado por toda Itália ao norte do rio Pó.
Após os esforços para assegurar uma retirada pacífica falharem, Cláudio forçou os alamanos à batalha do Lago Benaco em novembro. Os alamanos foram derrotados, forçados a voltar à Germânia, e não ameaçaram o território romano por muitos anos depois.
Sua mais importante batalha contra Roma aconteceu em Argentorato (atual Estrasburgo) em 357, quando foram derrotados por Juliano, o Apóstata, último imperador pagão de Roma, sendo o rei alamano Conodomário feito prisioneiro.
Em 2 de janeiro de 366, os alamanos cruzaram em grande número o Rio Reno congelado, para invadir as províncias galesas.
Na grande invasão de 406, na qual várias tribos invadiram o Império Romano do Ocidente, os alamanos parecem ter cruzado o rio Reno, conquistando e então se fixando onde hoje é a Alsácia e grande parte da Suíça. A Crônica de Fredegário conta que em Alba Augusta (Aps) a devastação foi tão completa que o bispado foi removido para Viviers, mas Gregório conta que em Mende, também no coração da Gália, o bispo Privato foi forçado a realizar sacrifícios aos ídolos em várias cavernas onde eles eram antes venerados, o que é suficiente para resumir os horrores da violência bárbara.

### Lista de batalhas entre romanos e alamanos
| Ano | Batalhas |
| --- | --- |
| 259 | - Batalha de Mediolano (Milão) - o imperador Galiano derrota os alamanos e resgata Roma; |
| 268 | - Batalha do Lago Benaco - os romanos, sob a liderança do imperador Cláudio II, derrotam os alamanos; |
| 271 | - Batalha de Placência - o imperador Aureliano é derrotado pelas forças alamanas que invadem a Itália; - Batalha de Fano - Aureliano derrota os alamanos, que iniciam a retirada da Itália; - Batalha de Ticino - Aureliano destrói o exército em fuga dos alamanos; |
| 298 | - Batalha de Lingones - o imperador Constâncio Cloro derrota os alamanos; - Batalha de Vindonissa - nova vitória de Constâncio sobre os alamanos; |
| 356 | - Batalha de Durocortoro - o imperador Juliano é derrotado pelos alamanos; |
| 357 | - Batalha de Estrasburgo - Juliano expulsa os alamanos da Renânia; |
| 367 | - Batalha de Solícino - os romanos sob o imperador Valentiniano I derrota outra incursão alamana; |
| 378 | - Batalha de Argentovária - o imperador romano ocidental Graciano vence novamente os alamanos. |

## Cronologia
- 213, Primeira aparição dos alamanos na Germânia Superior;
- 253, Alamanos e Francos invadem a Gália;
- 277, O Imperador Probo entra na Gália e expulsa os alamanos para além do Reno;
- 352, Alamanos e Francos, derrotam o exército romano, tomam quarenta cidades entre o Mosela e o Reno;
- 378, Alamanos invadem a atual Alsácia;
- 496, Francos derrotam os Alamanos em Zülpich, na Batalha de Tolbiac;
- 512, Fim das guerras entre os Francos e Alamanos.

## Alamanos e Francos
O reino (ou ducado) da Alamânia entre Estrasburgo e Augsburgo durou até 496, quando os alamanos foram conquistados por Clóvis I na batalha de Tolbiac. A guerra com os alamanos formou o cenário da conversão de Clóvis, brevemente descrita por Gregório de Tours. Subsequentemente os alamanos passaram a fazer parte dos domínios francos e foram governados por um duque franco.
Em 746, Carlomano acabou com um levante alamano executando sumariamente toda a nobreza alamana em Cannstatt, e por todo o século seguinte, a Alamânia foi governada por duques francos. Após o Tratado de Verdun de 843, a Alamânia se tornou uma província do reino oriental de Luís o Germânico, precursor do Sacro Império Romano-Germânico. O ducado persistiu até 1268.

## Lista de governantes alamanos
| Reis - Croco I (ca. 260) - Croco II (306) - Mederico (pai de Agenarico, irmão de Conodomário) - Conodomário (350–357) - Vestralpo (357–359), rei dos Bucinobantes - Úrio (357–359) - Agenarico (Serapião) (357) - Suomário (357–358) - Hortário (357–359) - Gundomado (co-regente dos Brísgavos com Vadomário) (354) - Ursicino (357–359) - Macriano (368–371), rei dos Bucinobantes - Rando (368) - Hariobaldo século IV - Vadomário (354–360), rei dos Brísgavos - Viticábio (360–368) - Priário (?–378), rei dos Lentienses - Gibuldo (Gebavulto) (c.–470) | Duques sob domínio franco - Butilino (547–554) - Leutário I (547–554) - Hamíngio (539–554) - Lantacaro (até 548) (diocese de Avenches) - Magnacaro (565) (diocese de Avenches) - Vefardo (573) (diocese de Avenches) - Teodefrido - Leudefredo I (até 588) - Uncilino (588–607) - Gunzo (613) - Crodoberto (630) - Leutário II (642) - Gotefrido (até 709) - Vileário (709–712) (em Ortenau) - Lanfredo (709–730) - Teudebaldo (709–744) |

## Cristianização
A cristianização dos alamanos ocorreu no período merovíngio (entre os séculos VII e VIII). As fontes são escassas, mas na metade do século VI, o cronista bizantino Agátias registra, no contexto das guerras dos godos e francos contra o Império Bizantino, que os alamanos que lutavam entre as tropas do rei franco Teodebaldo eram tal qual os francos em todos os aspectos, exceto na religião, porque
"cultuavam árvores, rios, colinas e desfiladeiros como deuses, e decapitavam cavalos e vacas, e inúmeros outros animais, como se fosse um rito sagrado",
adicionou-se a isso a particular crueldade dos alamanos na destruição de santuários cristãos e pilhagem de igrejas enquanto os francos genuínos eram respeitosos em relação a esses santuários. Agátias expressa sua esperança de que os alamanos poderiam assumir melhores maneiras através do prolongado contato com os francos, o que em todos os aspectos finalmente aconteceu.
Os apóstolos dos alamanos foram São Columbano e seu discípulo São Galo. Jonas de Bobbio registra que São Columbano estava em atividade em Bregenz, onde interrompeu um sacrifício a Odin. Por algum tempo, os alamanos parecem ter continuado suas atividades cultuais pagãs, com apenas elementos superficiais ou sincréticos cristãos. Particularmente, não há mudanças nas práticas funerárias, e sepulturas guerreiras continuaram a ser erigidas por todo o período merovíngio. O sincretismo do tradicional culto animal germânico com o simbolismo cristão também está presente nas artes, mas o simbolismo cristão se torna mais e mais preponderante durante o século VII. Diferente da cristianização dos saxões e dos eslavos, os alamanos parecem ter adotado o cristianismo gradativamente, e voluntariamente, disseminado pela imitação da elite merovíngia.
De cerca de 520 até 620, houve uma onda de inscrições do tipo Elder Futhark. Cerca de 80 amostras sobreviveram, aproximadamente metade delas em fíbulas, outras em fivelas de cintos e em outras jóias e partes de armas. O uso de runas decai com o avanço do cristianismo.
O estabelecimento do bispado de Constança não pode ser exatamente datado e foi possivelmente criado para si próprio por São Columbano (antes de 612). De qualquer forma, já existia em 635, quando Gunzo nomeou João de Grab bispo. Constança foi um bispado missionário nas terras recentemente convertidas, e não olhou para trás para a história antiga da igreja romana (diferente de Basileia, sede episcopal a partir de 740, que continuou a linha de bispos de Augusta Ráurica). O estabelecimento da igreja como uma instituição reconhecida pelos governantes seculares também é visível na história legal. No início do século VII o Pactus Alamannorum brevemente menciona os privilégios especiais da igreja, enquanto a Lex Alamannorum de Litifrido (720) possui um capítulo inteiro reservado para assuntos eclesiásticos.

## Alamanos modernos
A Alamânia perdeu sua identidade jurisdicional distinta quando Carlos Martel a absorveu dentro do império franco, no começo do século VIII. Hoje, o alemânico é um termo linguístico que se refere à língua alemânica, abrangendo os dialetos do sul de dois terços do estado alemão de Bade-Vurtemberga, do oeste do estado alemão da Baviera, do estado austríaco de Vorarlberg, o suíço-alemão da Suíça e a língua da Alsácia (França).